# Horní Branná
Pour les articles homonymes, voir Branná (homonymie).
Horní Branná (en allemand : Brennei) est une commune du district de Semily, dans la région de Liberec, en Tchéquie. Sa population s'élevait à 1 854 habitants en 2025.

## Géographie
Horní Branná se trouve à 18 km à l'est de Semily, à 41 km au sud-est de Liberec et à 101 km au nord-est de Prague.
La commune est limitée par Benecko au nord, par Vrchlabí et Dolní Branná à l'est, par Studenec au sud, et par Martinice v Krkonoších et Jilemnice à l'ouest.

## Histoire
La première mention écrite de la localité date de 1359.

## Galerie

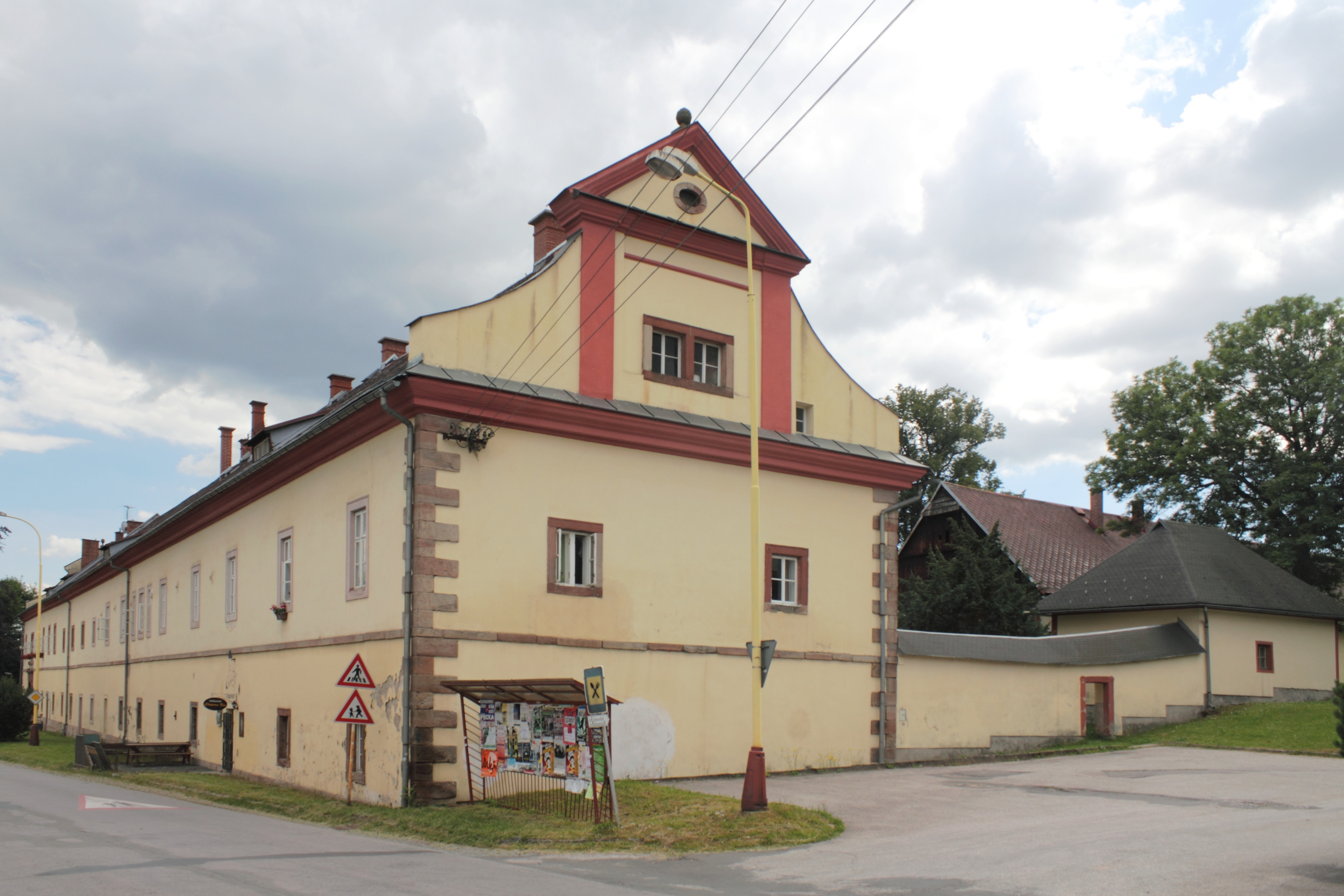
Château de Horni Branna.
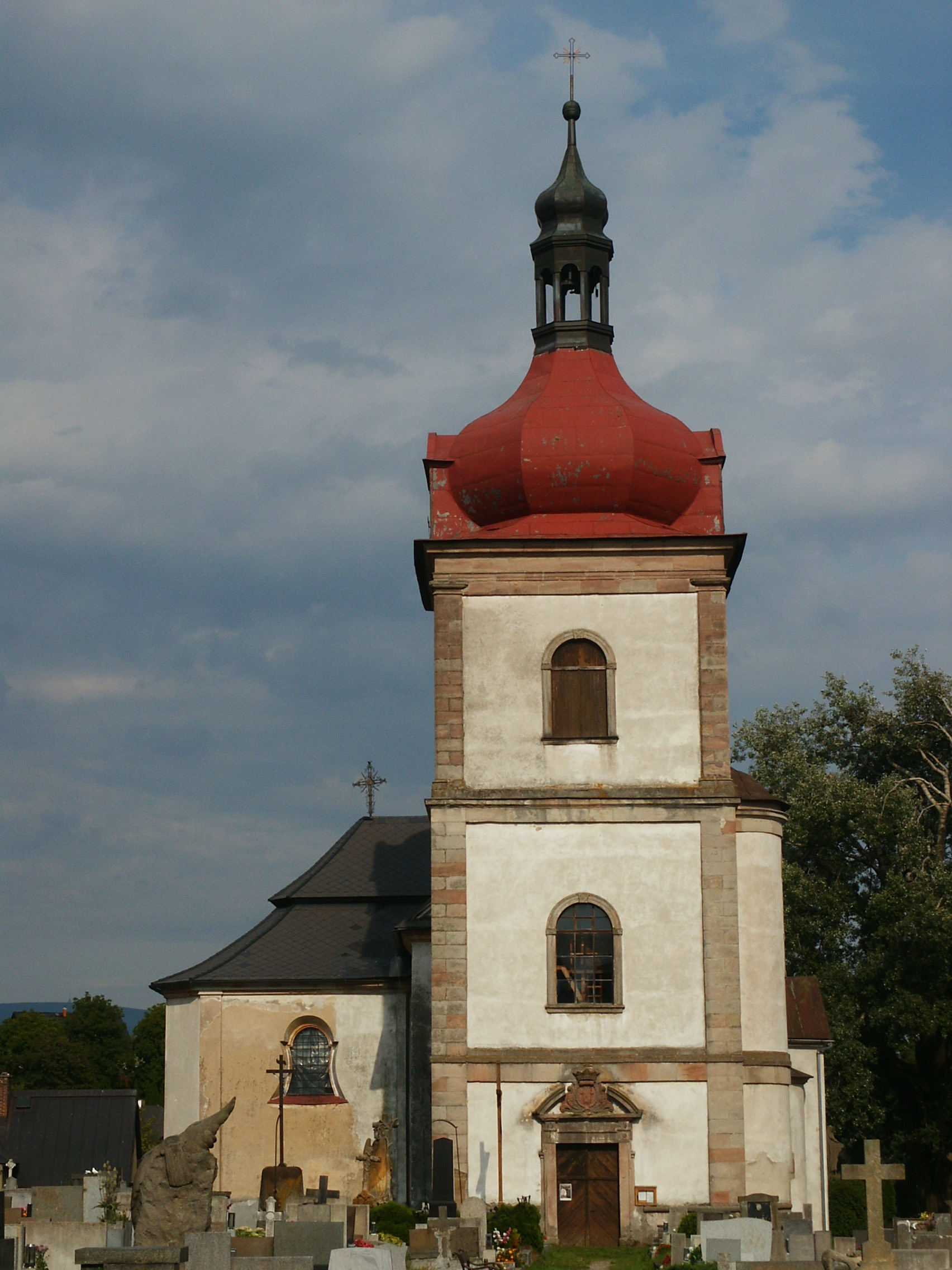
Église Saint-Nicolas.

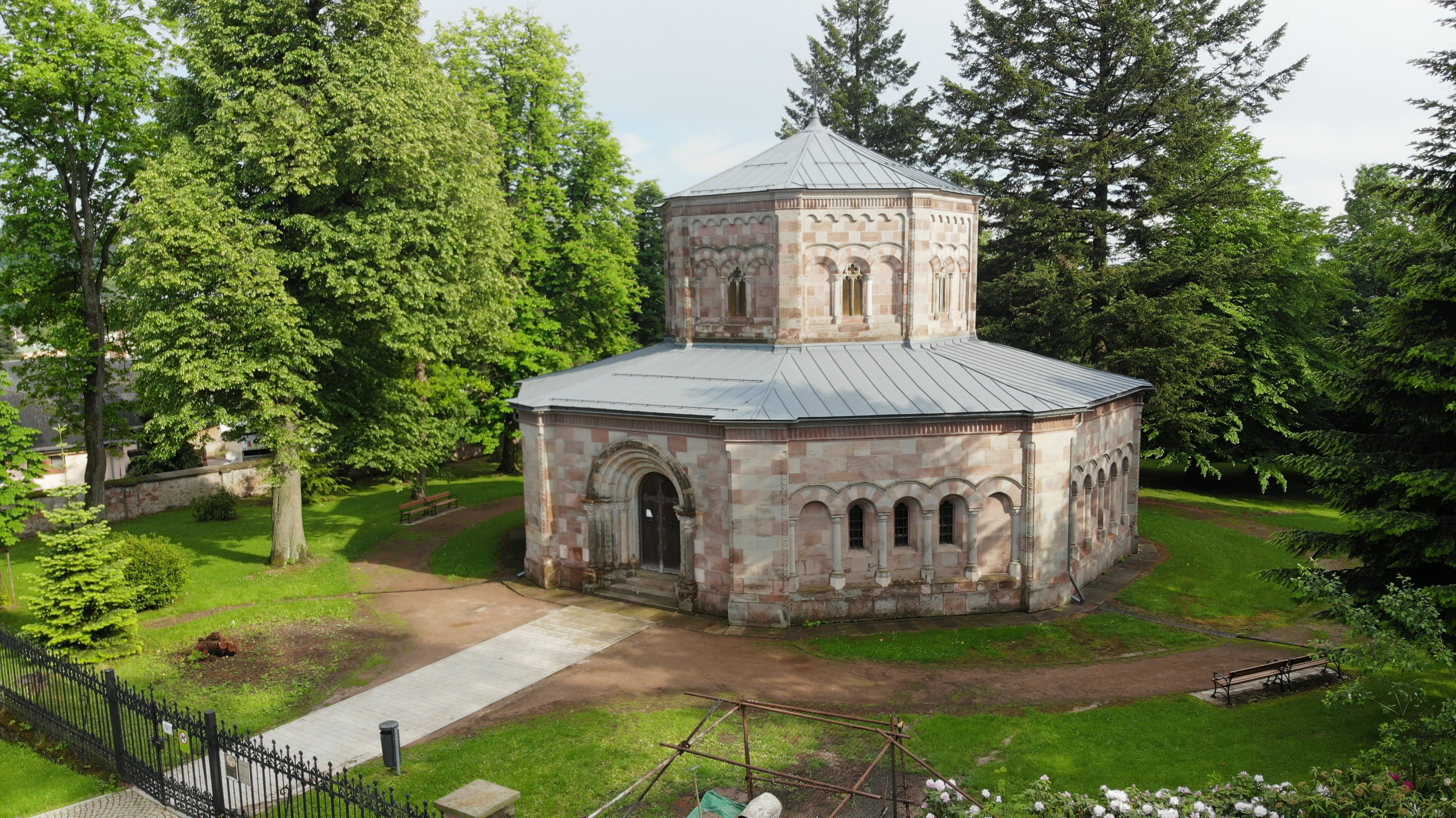
Tombeau des comtes Harrach.

## Transports
Par la route, Horní Branná se trouve à 5 km de Vrchlabí, à 22 km de Semily, à 60 km de Liberec et à 131 km de Prague.